# Безенгійська ущелина

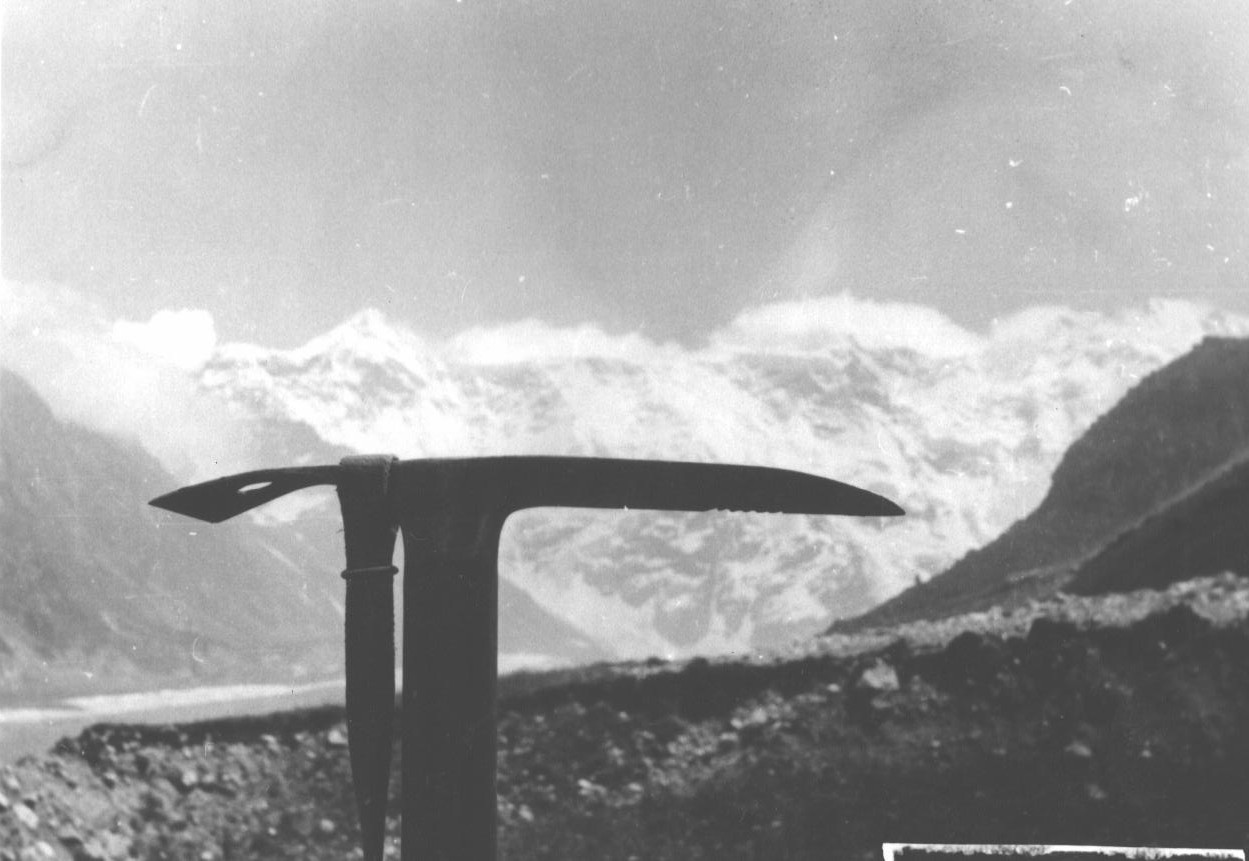
Кавказ. Безенгійська ущелина. На задньому плані - Безенгійська стіна. З фотоархіву Вільнянського альпклубу Запорізької області.

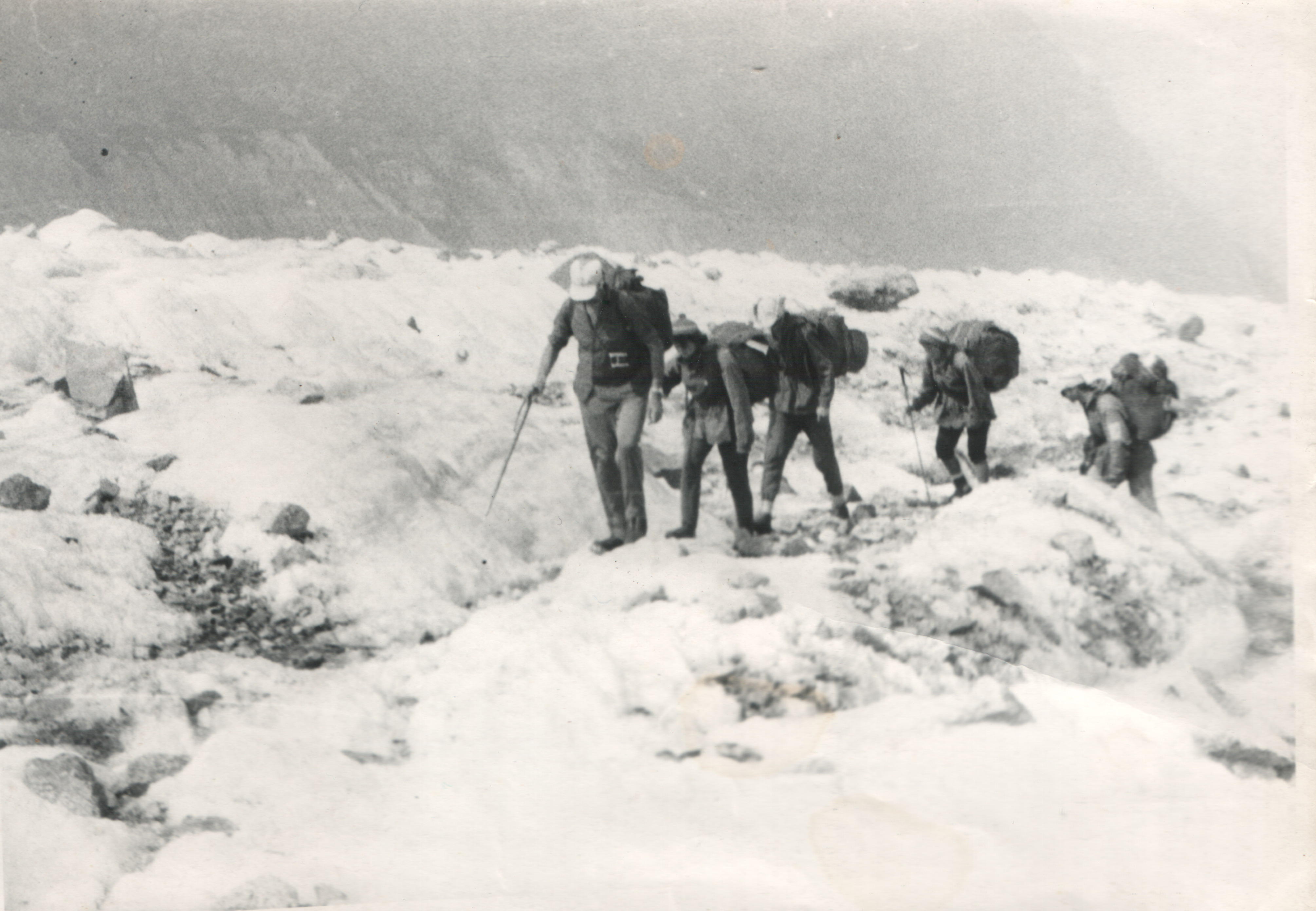
Кавказ. Група українських альпіністів на Безенгійському льодовику. Верхів'я Безенгійської ущелини

Безенгійська ущелина. Міссес-Кош. Українська альпіністка покладає квіти до підніжжя меморіальної стіни пам'яті загиблих альпіністів.

Безенгійська ущелина — лежить у високогірній області Кабардино-Балкарії.
У кінці ущелини — Безенгійський льодовик і Безенгійська стіна Головного кавказького хребта, а також прилеглі з північної сторони хребти поменше, які утворюють басейн гірської річки Черек.

## Загальний опис
Ущелина Безенгі лежить південніше міста Нальчик і є західним відрогом великої Черекської ущелини, довжина якого становить майже сотню кілометрів. В ущелині на висоті 2500 м є Безенгі (альптабір).
Схили Безенгійській ущелини увінчані стародавніми пам'ятками архітектури, численними вежами і фортецями, пам'ятками старовини.

## Галерея

Безенгійська ущелина - верхів'я.
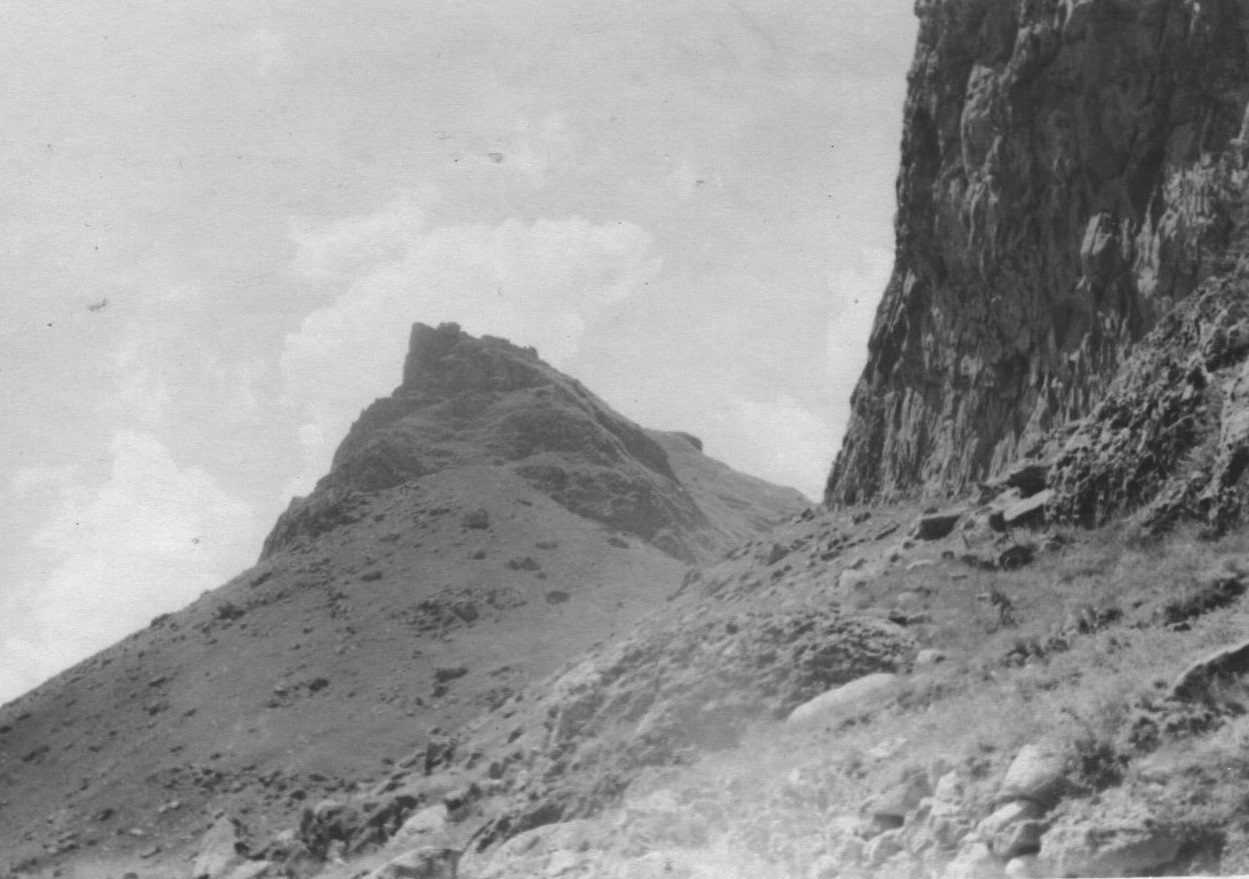
Безенгійська ущелина - район виходу до перевалу Кель-Баші.
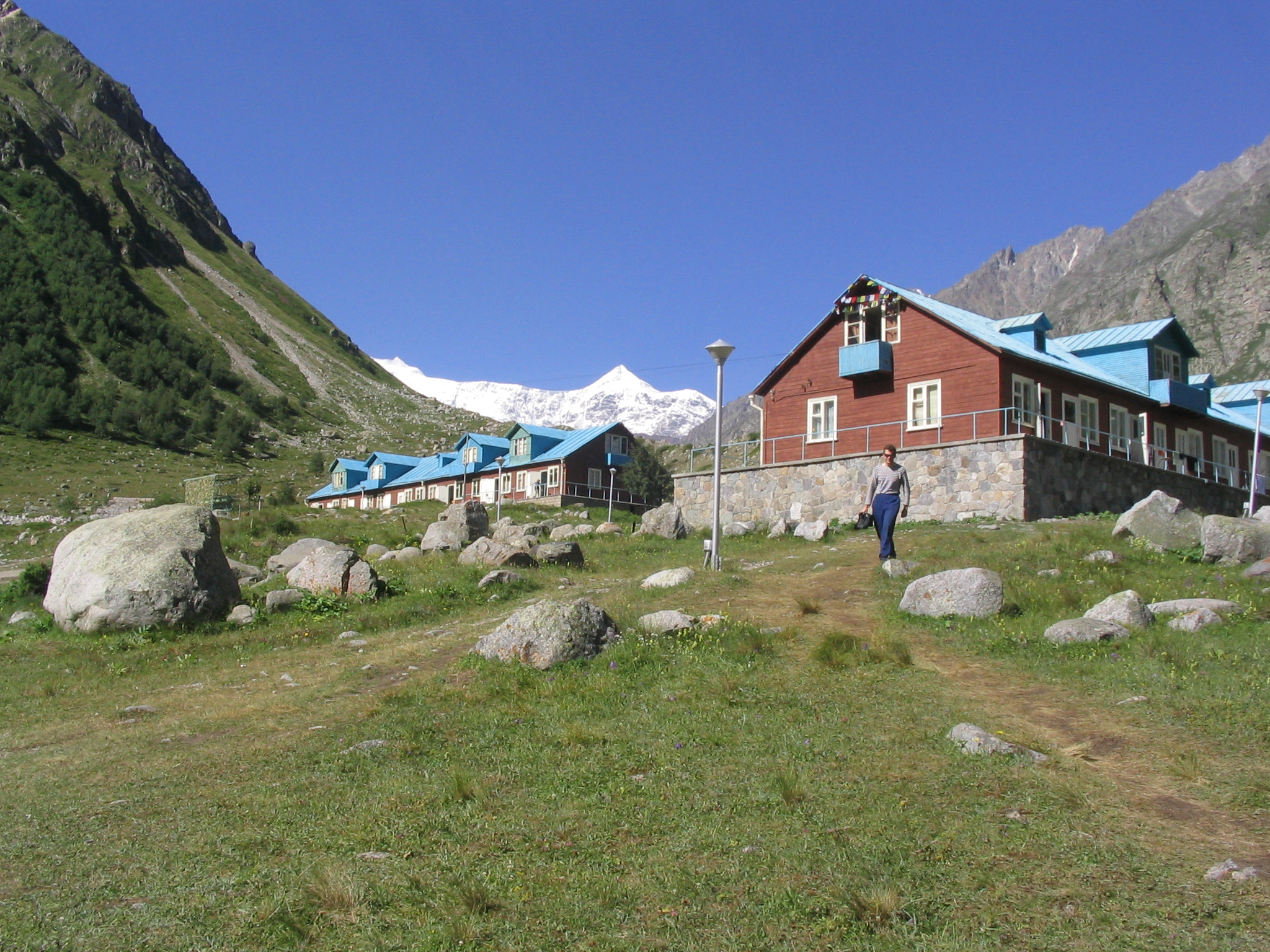
Безенгі (альптабір) — альпіністська навчально-спортивна база в Безенгійській ущелині
Безенгійська ущелина. Вид на Безенгійський льодовик з привалу туристів.

## Інтернет-джерела
- Безенгійська стіна [Архівовано 15 липня 2013 у Wayback Machine.]